# Calcio alla XXV Universiade
Il torneo di calcio della XXV Universiade si è svolto a Belgrado, Serbia, dal 30 giugno al 10 luglio 2009.

## Podi

### Uomini
| Evento                     | Oro | Argento | Bronzo |
| Calcio maschile (dettagli) | Ucraina Yuriy Bakhtiyarov Andrij Zaporožan Vladyslav Piskun Oleksiy Repa Ihor Herbynsky Andriy Bashlay Artem Starhorods'kyj Mykola Revutsky Ihor Hordia Dmytro Hunchenko Ihor Khudobiak Yuriy Kysylytsia Andriy Shevchuk Andriy Mysiaylo Oleksandr Krokhmaliuk Vladyslav Mykuliak Matviy Bobal Anton Monakhov Vasyl Chorny | Italia Federico Nicastro Ciro Oreste Sirignano Fabio Cusaro Samuele Salvadori Roberto Rudi Andrea Pippa Luigi Cuomo Giuseppe Lolaico Ciro De Franco Jacopo Galbiati Francesco Amantini Marco Dessena Girolamo D'alessandro Roberto Fusari Giovanni Vriz Pasquale Iadaresta Alessandro Mosca Mario Ramaglia | Giappone Kōhei Kawata Yuji Fujikawa Kazuya Yamamura Yuki Nakayama Yusuke Higa Hideto Takahashi Masakazu Kihara Daisuke Itoh Kohei Mishima Takanori Chiaki Kazushi Mitsuhira Akihiro Hayashi Yuhei Nakagawa Hiroki Yamada Tsukasa Morimoto Kōsuke Nakamachi Takashi Uchino Hiroki Oka Yūdai Tanaka Kensuke Nagai |

### Donne
| Evento                      | Oro | Argento | Bronzo |
| Calcio femminile (dettagli) | Corea del Sud Lee Sun-Min Kim Dan-bi Cho So-hyun Lim Seon-joo Shin Min-a Jeon Ga-eul Kwon Eun-som Kwon Hah-nul Ji So-yun Yoo Young-a Lee Eun-mi Kim Jin-young Kim Do-yeon Jung Won-jung Hwang Bo-ram Shim Seo-yeon Kim Soo-yun Kim Seuri | Giappone Hoshimi Kishi Naoko Sakuramoto Chika Shimada Nana Takahashi Midori Isokane Shiho Kohata Hitomi Ono Kie Koyama Hikari Nakade Noriko Matsuda Ami Ōtaki Misa Sugawara Izumi Osada Noriko Yamauchi Aki Tago Haruka Takahashi Rie Usui Asako Ideue Risa Ikadai Kana Kitahara | Gran Bretagna Lauren Wells Vicky Jones Alex Culvin Rachael Axon Faye Marsh Jade Radburn Levi Penny Amy Kane Gwennan Harries Stacey Aisthorpe Lauren Walker Kelly Jones Naomi Bruton Jodie Taylor Grace Mccatty Lauren Impey Danielle Ackerman Julie Melrose Katie Holtham |

## Medagliere
| Posizione | Paese         |   |   |   | Totale |
| --------- | ------------- | - | - | - | ------ |
| 1         | Corea del Sud | 1 | 0 | 0 | 2      |
| 1         | Ucraina       | 1 | 0 | 0 | 1      |
| 3         | Giappone      | 0 | 1 | 1 | 2      |
| 4         | Italia        | 0 | 1 | 0 | 1      |
| 5         | Gran Bretagna | 0 | 0 | 1 | 1      |
| Totale    | Totale        | 2 | 2 | 2 | 6      |